# 표진인
표진인(表鎭仁, 1967년 2월 11일 ~ )은 대한민국의 의사 겸 수필가이며 저술가이다. 본관은 신창(新昌)이다.

## 이력
신장은 183cm이고 체중은 90kg인 그는 서울에서 출생하였으며 한때 충청남도 아산과 경기도 수원과 경기도 인천에서 잠시 유년기를 보낸 적이 있는 그는 1971년 서울에 재귀향하여 성장하였다. 그는 연대 의대 출신이며 서울 신촌세브란스병원에서 수련한 뒤 서울 마포구 신공덕동에서 서울 표진인 정신건강의학과 의원을 개업 운영하고 있다. TV 방송 MC와 패널로도 활동 중이다.
정신과 전문의 겸 저술가인 오은영을 비롯한 여성 학자인 정혜신, 교육 평론가인 손석한과는 연대 의대 동기이기도 하다.

## 학력
- 광성고등학교 졸업
- 연세대학교 의과대학 의학과 졸업
- 연세대학교 의과대학원 의박박사

## 주요 경력
- 1999년 ~ 2001년 사랑이 꽃피는 마을 정신과의원 원장
- 2002년 ~ 2007년 M&B진클리닉 원장
- 2007년 연세대학교 의과대학 정신과 외래교수
- 이대목동병원 가정의학과 외래부교수
- 표진인정신과의원 원장
- 2009년 대한자연치료의학회 부회장

## 방송 출연
- 1999년 SBS 《행복찾기》
- 2001년 SBS 《진실게임》
- 2004년 4월 8일 ~ 2011년 8월 25일 SBS 《순간포착 세상에 이런일이》
- 2004년 12월 25일 KBS2 《쇼 파워 비디오》 - 고정출연
- 2006년 MBC 《생방송 오늘 아침》
- 2008년 ~ 2010년 스토리온 《이 사람을 고발합니다》 시즌2 ~ 3
- 2012년 11월 24일 ~ 2013년 2월 23일 TV조선 《칼로 물 베기 쇼 - 부부젤라》
- 2013년 JTBC 《대한민국 교육위원회》 시즌2
- 2013년 채널A 《서세원 남희석의 여러 가지 연구소》
- 2013년 ~ 2015년 TV조선 《대찬인생》

## 의학자문
- 1999년 ~ 1999년 EBS 《하나뿐인 지구》
- 2000년 ~ 2001년 MBC 《시트콤 세 친구》